# 馬克斯·克里斯蒂安森
馬克斯·克里斯蒂安森（德語：Max Christiansen；1996年9月25日—）是德國足球運動員。在場上的位置是中場。現效力於德國足球乙級聯賽球隊漢諾威。他也代表德國各級青年隊參賽。

## 俱乐部生涯
克里斯蒂安森出生于弗伦斯堡，他从小就开始与当地的足球俱乐部SV Adelby和Flensburg 08踢球。2010年，他13岁时加入了霍尔斯泰因基尔的青年队，但只待了一年。之后，他加入了罗斯托克汉萨的足球学院，并在那里上私立学校。
随后，他在罗斯托克的青年队中逐渐崭露头角，并最终晋升到一线队，参加德国足球丙级联赛比赛。他于2014年3月29日在对阵斯圖加特踢球者足球俱樂部的主场比赛中首次亮相，作为首发上场80分钟。 随后，克里斯蒂安森成为一名常规球员，并引起了几支一线和二线俱乐部的注意。
在接下来的2014-2015赛季冬歇期，罗斯托克面临着严重的财政困难，不得不通过出售球员来获取收入。克里斯蒂安森以约50万欧元的转会费加盟了2. 德甲俱乐部因戈尔施塔特04，签下了一份为期三年半，直至2018年到期的合同。
在2020-2021赛季结束后不久，刚刚晋级到德甲的格罗伊特菲尔特体育俱乐部宣布签下克里斯蒂安森，他将在2021-2022赛季效力该队。 他以自由转会的方式加盟，并签下一份合同，有效期至2023年。
克里斯蒂安森加盟汉诺威96队，准备参加2023-2024赛季，签订了为期两年的合同。

## 國際生涯
克里斯蒂安森曾是德國U20國家隊的隊長，並獲得了六次出場機會。 之前，他還代表U19和U17國家隊出場過。
他是2016年夏季奧運會的成員，當時德國贏得了銀牌。